# Kavyl
Kavyl (Stipa) je rod trav, tedy z čeledi lipnicovitých (Poaceae). Jedná se o vytrvalé byliny. Jsou trsnaté. Stébla dorůstají výšek zpravidla 10–90 cm. Čepele listů jsou ploché, skládané, svinuté nebo štětinovité, 0,3–4 mm široké. Na vnější straně listu se při bázi čepele nachází jazýček dlouhý 0,1–8 mm (vzácně až 15 mm). Květy jsou v kláscích, jež tvoří poměrně chudou latu, která je zpravidla volná, vzácněji stažená. Klásky zboku smáčklé či nikoliv, jednokvěté. Na bázi klásku jsou dvě plevy, které jsou nestejné nebo přibližně stejné, ze špičky krátce osinaté, vzácněji bez osin. Pluchy jsou osinaté, kraji dovnitř svinuté, chlupy na kraji pluchy tak tvoří jednolitou břišní čáru (důležitá při určování druhů). Osina je extrémně dlouhá, zpravidla 10–30 cm, vzácněji i přes 50 cm, v dolní části je zkroucená, výše potom lysá a drsná nebo péřitě chlupatá. Plušky jsou bez kýlu. Plodem je obilka, která je okoralá. Osina vytrvává na obilce i za zralosti. Celkově je známo asi 50 druhů, které najdeme hlavně v Evropě včetně Středomoří, Asii a severní Africe.

## Taxonomická poznámka
Tento článek pojednává o rodu Stipa L. v užším slova smyslu (sensu stricto). Někteří autoři řadí do rodu Stipa v širším slova smyslu (sensu lato) ještě druhy z dalších rodů: Achnatherum P. Beauv. p.p., Aristella Bertol., Austrostipa S.W.L. Jacobs and J. Everett, Hesperostipa (Elias) Barkworth, Jarava Ruiz & Pavon, Lasiagrostis, Macrochloa Kunth, Orthoraphium Nees, Patis Ohwi, Ptilagrostis Griseb., Sparteum P. Beauv, Timouria Roshev., Trichosantha Steud. Všechny druhy rostoucí v ČR patří do rodu Stipa s. str.

## Druhy rostoucí v Česku
V České republice roste 9 druhů z rodu kavyl (Stipa). Jedná se o stepní trávy, čili v ČR je najdeme jen v nejteplejších a nejsušších územích Čech i Moravy, tedy tam, kde se ostrůvkovitě udrželo bezlesí (ať už za pomoci člověka či bez ní) po celý holocén dodnes. Snadno poznatelným druhem je kavyl vláskovitý (Stipa capillata), protože jako jediný v ČR rostoucí druh nemá péřité osiny. Roste v suchých oblastech Čech i Moravy. Kavyl tenkolistý (Stipa tirsa) je nápadný niťovitými listy protaženými v osinatou špičku. Je silně ohroženým druhem (C2), roste v Čechách i na Moravě. Nejznámějším druhem je kavyl Ivanův (Stipa pennata, syn. Stipa joanis Čelak.), roste v Čechách i na Moravě. Podobné je tomu s dalšími druhy: kavyl chlupatý (Stipa dasyphylla) – silně ohrožený druh (C2), kavyl Smirnovův (Stipa smirnovii) – kriticky ohrožený druh (C1). Hojnější je kavyl sličný (Stipa pulcherrima). Kavyl olysalý (Stipa zalesskii) je kriticky ohrožený druh (C1) a roste jen v Čechách, na Moravě chybí. Naopak kavyl skalní (Stipa eriocaulis) byl teprve nedávno potvrzen z Moravy (Svatý kopeček u Mikulova) a chybí v Čechách. Kavyl písečný (Stipa borysthenica) je v ČR druhem písků jihovýchodní Moravy, v Čechách chybí a patří mezi kriticky ohrožené druhy (C1).